# Террор

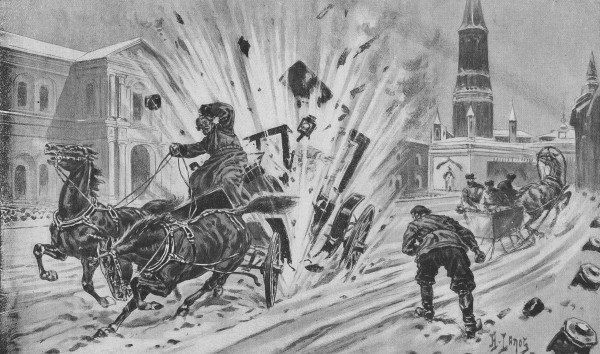
Убийство великого князя Сергея Александровича И. Каляевым, который не успел скрыться с места преступления и был пойман жандармами с поличным.

Терро́р (лат. terror и фр. la terreur  — «страх, ужас») — запугивание политических противников путём физического насилия или угрозой его применения. 
Террором также называется угроза физической расправы по политическим или каким-либо иным мотивам либо запугивание с угрозой расправы или убийства. Этот термин стал распространённым в различных государствах и странах после «Эпохи террора» периода Великой французской революции. Синонимами слова «террор» являются слова «запугивание», «устрашение».

## Виды террора
На начало XX столетия различали правительственный террор (белый террор) и революционный (красный) террор. Разновидностями террора являются индивидуальный террор (например, внутрисемейный), публичный террор (например террористические акты).
Аграрный террор — форма борьбы крестьян с помещиками в Российской империи, включавшая в себя «потравы, порубки и захваты имущества, совершаемые миром, поджоги и другие формы повреждения имущества, убийства помещиков, вооружённые нападения и т. п.», впервые оформлен социалистами-революционерами.
Во время аграрного террора в России «в целях устранения и дезорганизации всех непосредственных представителей и агентов современных господствующих классов» на заседании женевской группы партии социалистов-революционеров, 14 ноября 1904 года, была принята резолюция об обязанностях боевых дружин. Наиболее распространенная форма аграрного террора — поджоги.
Индивидуальный террор
«Точечное», прицельное устранение политических противников и влиятельных лиц издавна использовалось различными деятелями, от маргинальных «борцов за свободу» — до глав государств. Подобные акции доказали, что убийством одного или нескольких крупных чиновников, военных или частных лиц, порой можно добиться гораздо большего, нежели военными действиями, экономическими санкциями, и тем более — захватом заложников. Но особое значение и размах данный вид террора принял лишь в конце XIX-начале XX века, став одной из главных практик радикальных революционеров по всему миру; в Российской империи его широко использовали эсеры, их Боевая Организация. Попытка России заключить договор с Германской Империей привела в 1905 году к Первой Русской революции, и последующему поражению в Русско-Японской войне. Жертвами индивидуального террора революционеров в 1905—1907 гг. стали десятки крупных государственных чиновников и военных. Прокатившаяся по стране волна убийств в итоге вынудила царя разорвать договор с Германией, и присоединиться к Британской Империи. В течение XX века такой террор практиковался в разных частях света, в основном — в странах третьего мира: в Латинской Америке, Африке и Азии. В Центральной и Южной Америке индивидуально уничтожали противников режима диктаторы — главы «военных хунт», с помощью «эскадронов смерти» и тайной полиции. В Европе прицельным устранением важных политических фигур занимались такие леворадикальные группировки как Фракция Красной Армии (ФРГ), Красные бригады (Италия), ирландские и баскские террористические группировки… В XXI веке индивидуальный террор продолжает широко использоваться разными государствами и отдельными группами лиц для достижения своих целей. В ходе мексиканских нарковойн истреблением ключевых фигур противника занимались и занимаются обе стороны конфликта: наркокартели, и государственные силовые органы, как Мексики, так и США.
Государственный террор — террор, используемый политической властью посредством массовых политических репрессий для уменьшения размеров оппозиции путём устрашения противников центральной власти (например, якобинский террор, Красный террор, Белый Террор, Большой террор, Сталинские репрессии, операция «Кондор»).
Экономический террор — устрашение или уничтожение политических противников путём частичного или полного лишения средств к существованию (например, огораживание, искусственный голод в Ирландии, ликвидация кулачества как класса).